# ル・ペルラン
ル・ペルラン （Le Pellerin）は、フランス、ペイ・ド・ラ・ロワール地域圏、ロワール＝アトランティック県のコミューン。

## 地理

県内におけるル・ペルランの位置

ル・ペルランはロワール川の南岸に位置しており、ナントの中心部から20kmの距離にある。コミューンの面積は15kmにわたって川沿いに伸びている。
INSEEがまとめた順位表によると、ル・ペルランはナント都市圏の一部である都市型コミューンである。ル・ペルランは歴史的にペイ・ド・レに属している。

## 由来
ル・ペルランの名はラテン語のperegrinum（旅行者または巡礼）からきている。実際に、中世の村はサンティアゴ・デ・コンポステーラの巡礼路上にある、伝統的な巡礼の交差路だった。そこは確かにロワール川を渡る交差点の一つだった。
ガロ語での地名はLe Pelereinという。

## 歴史
今日でも、車と乗客を対岸のクエロンに運ぶフェリーが接岸する。川を渡る巡礼者がいた町の記憶は、現在もコミューンの紋章に描かれているホタテの貝殻に偲ばれる。この貝殻はサンティアゴ巡礼の象徴である。
10世紀、漁夫の小屋がまばらに建つだけだったこの地は、ロワール下流部におけるヴァイキングの飛び地に含まれていた。11世紀にはル・ペルランに小修道院があったことが証明されている。町の起源というべき場所は、大まかにいうとレルミニエ埠頭に相当するが、そこは数軒の漁夫の住宅があったにすぎない。11世紀、ナント司教キリアックは、ル・ペルランの教会を、トゥーレーヌにあるマルムーティエ修道院に与えた。この時代は開墾の時代で、奥地の開発が行われ、農場が増えていった。中世から現代を通じて、ル・ペルランは漁港と平行して造船活動が発展していた。フランス革命時代、ポール・ブリュテュス（Port Brutus）と呼ばれていた町は、共和国軍と王党派軍の激しい衝突が起きた地であった。
1976年から1979年にかけ、ル・ペルランは、時には暴力的な、多くのデモ行動が起きた。町の東側にフランス電力の原子力発電所建設計画が持ちあがり、反対活動が起きたのである。計画はフロセのカルネ地区に場所を変えたため、1983年に白紙にされた。ここでも導入は見送られ、1997年に計画は正式に放棄された。

## 人口統計
| 1962年 | 1968年 | 1975年 | 1982年 | 1990年 | 1999年 | 2006年 | 2012年 |
| ------ | ------ | ------ | ------ | ------ | ------ | ------ | ------ |
| 2667   | 2685   | 2902   | 3478   | 3712   | 3777   | 4181   | 4607   |

source=1999年までLdh/EHESS/Cassini、2004年以降INSEE

## ゆかりの人物
- ジョゼフ・フーシェ

## 姉妹都市
- ノース・フェリビー、イギリス[6].